# Wesley Jonathan
Wesley Jonathan Waples (* 18. Oktober 1978 in Los Angeles, Kalifornien) ist ein US-amerikanischer Schauspieler.

## Leben
In Los Angeles geboren, verbrachte Wesley Jonathan vier Jahre seiner Kindheit in Deutschland, weswegen er heute noch etwas deutsch spricht.
Seine Karriere als Kinderdarsteller begann er 1990 mit zwölf Jahren in einer Folge von 21 Jump Street – Tatort Klassenzimmer. 1995 trat er in acht Folgen von Misery Loves Company auf. Die Rolle, die ihn jedoch bekannt machte, war die des Jamal Grant in der Fernsehserie City Guys, welche er zwischen 1997 und 2001 in 105 Folgen darstellte. Eine weitere bekannte Rolle von Wesley Jonathan ist die des Gary Thorne in Hallo Holly, welche er in 85 der 86 Folgen verkörperte. Im Jahr 2005 wirkte er auch an dem Film Roll Bounce mit. Nach Gastauftritten in Folgen von CSI: Miami, Navy CIS, Cold Case – Kein Opfer ist je vergessen und 90210 war er 2011 in elf Folgen von The LeBrons zu sehen. Ein Jahr später bakm er die Rolle des Fletcher Emmanuel „Stamps“ Ballentine in The Soul Man an der Seite von Cedric the Entertainer und Niecy Nash.
Von 2006 bis 2009 war Jonathan mit der Schauspielerin Denyce Lawton liiert.

## Filmografie (Auswahl)
- 1990: 21 Jump Street – Tatort Klassenzimmer (21 Jump Street, Fernsehserie, Folge 4x17)
- 1990: Get a Life (Fernsehserie, 4 Folgen)
- 1991: Baywatch – Die Rettungsschwimmer von Malibu (Baywatch, Fernsehserie, Folge 2x01–2x02)
- 1992: College Fieber (A Different World, Fernsehserie, Folge 6x02)
- 1993–1994: Thea (Fernsehserie, 5 Folgen)
- 1995: Misery Loves Company (Fernsehserie, 8 Folgen)
- 1995: Das Leben und Ich (Boy Meets World, Fernsehserie, Folge 3x10)
- 1995: Panther
- 1996: Fast Perfect (Minor Adjustments, Fernsehserie, 4 Folgen)
- 1997: Practice – Die Anwälte (The Practice, Fernsehserie, Folge 1x06)
- 1997–2001: City Guys (Fernsehserie, 105 Folgen)
- 1998: New York Cops – NYPD Blue (NYPD Blue, Fernsehserie, Folge 5x16)
- 2001: Boston Public (Fernsehserie, 2 Folgen)
- 2001: Für alle Fälle Amy (Judging Amy, Fernsehserie, Folge 3x03)
- 2001: Felicity (Fernsehserie, Folge 4x05)
- 2002–2006: Hallo Holly (What I Like About You, Fernsehserie, 85 Folgen)
- 2005: Roll Bounce
- 2008: CSI: Miami (Fernsehserie, Folge 7x02)
- 2008: Navy CIS (NCIS, Fernsehserie, Folge 6x11)
- 2009: B-Girl
- 2009: Cold Case – Kein Opfer ist je vergessen (Cold Case, Fernsehserie, Folge 7x04)
- 2011: 90210 (Fernsehserie, Folge 3x15)
- 2011: The LeBrons (Fernsehserie, 11 Folgen)
- 2012: Prime Suspect (Fernsehserie, Folge 1x12)
- 2012: Dysfunctional Friends
- seit 2012: The Soul Man (Fernsehserie)
- 2013: Make Your Move 3D